# Rogale (województwo lubelskie)
Rogale – wieś w Polsce położona w województwie lubelskim, w powiecie biłgorajskim, w gminie Księżpol.
| SIMC    | Nazwa  | Rodzaj    |
| ------- | ------ | --------- |
| 0892524 | Koniec | część wsi |

W latach 1975–1998 miejscowość położona była w województwie zamojskim.
Wieś jest sołectwem w gminie Księżpol. Według Narodowego Spisu Powszechnego z roku 2011 wieś liczyła 391 mieszkańców i była siódmą co do liczby ludności miejscowością gminy.
Wierni Kościoła rzymskokatolickiego należą do parafii Świętych Apostołów Piotra i Pawła w Starym Majdanie.